# Le Massegros
Le Massegros este o comună în departamentul Lozère din sudul Franței. În 2009 avea o populație de 349 de locuitori.

## Evoluția populației
| An        | 1975 | 1982 | 1990 | 1999 | 2006 | 2009 |
| --------- | ---- | ---- | ---- | ---- | ---- | ---- |
| Populație | 278  | 282  | 321  | 322  | 340  | 349  |